# Kanibale (film 2007)
Kanibale (fr. Frontière(s)) – francusko-szwajcarski film fabularny z 2007 roku w reżyserii Xaviera Gensa. Koproducentem filmu był Luc Besson. Gatunkowo jest to horror, czerpiący z elementów charakterystycznych dla podgatunków gore, splatter i slasher. Projekt promowany był sloganem reklamowym: „To nie jest film dla normalnych ludzi”. Nie wszedł do dystrybucji w Tajlandii, ze względu na natężenie scen brutalnej przemocy.
Kanibale wzorują się na stylistyce klasycznego horroru Teksańska masakra piłą mechaniczną oraz jego remake'u. W filmie Gens zawarł komentarz dotyczący sytuacji politycznej we Francji. Według reżysera, jego obraz „ma wymowę polityczną, ściśle związaną ze światem współczesnym”.

## Fabuła
Grupa młodych kryminalistów, w ucieczce przed wymiarem sprawiedliwości, znajduje schronienie w przydrożnym hotelu. Wkrótce potem dowiadują się, że trafili do siedziby rodziny nazistów-kanibali.

## Obsada
- Karina Testa jako Yasmine
- Samuel Le Bihan jako Goetz
- Estelle Lefébure jako Gilberte
- Aurélien Wiik jako Alex
- David Saracino jako Tom
- Chems Dahmani jako Farid
- Maud Forget jako Eva
- Amélie Daure jako Klaudia
- Rosine Favey jako matka
- Adel Bencherif jako Sami
- Joël Lefrançois jako Hans
- Patrick Ligardes jako Karl
- Jean-Pierre Jorris jako Von Geisler

## Nagrody i wyróżnienia
- 2007, Sitges − Catalonian International Film Festival:
  - nominacja do nagrody dla najlepszego filmu (nagrodzony: Xavier Gens)
- 2008, Brussels International Festival of Fantasy Film:
  - nagroda Grand Prize of European Fantasy Film in Silver